# Usain Bolt
Pour les articles homonymes, voir Bolt.
Usain Bolt (/ˈjuːseɪn ˈbəʊlt/) est un athlète jamaïcain spécialiste des épreuves de sprint, né le 21 août 1986 dans la paroisse de Trelawny (Jamaïque). Il est généralement considéré comme le plus grand sprinteur de tous les temps.
Il compte parmi les athlètes les plus titrés de l'histoire des Jeux olympiques en sprint, ayant remporté huit médailles d'or, et est le plus titré de l'histoire des championnats du monde : onze victoires. Il est le premier athlète à détenir simultanément les records du monde du 100 m, 150 m, 200 m et 4 × 100 m, le seul athlète à avoir conservé deux titres individuels en sprint sur trois olympiades consécutives, et le seul à avoir battu trois records du monde lors d'une même olympiade. Des Jeux olympiques de 2008 aux Jeux olympiques de 2016, Usain Bolt a gagné dix-neuf titres olympiques et mondiaux sur vingt-et-une épreuves disputées.
Ses records du 100 m (9 s 58) et du 200 m (19 s 19) datent des championnats du monde de Berlin en 2009 alors que celui du relais 4 × 100 m (36 s 84) est battu lors des Jeux olympiques de Londres en 2012. Aux Jeux olympiques de Pékin, Bolt avait établi les précédents records du monde du 100 m (9 s 69) et du 200 m (19 s 30) ; ces deux records ont été améliorés de onze centièmes l’année suivante à Berlin, une progression exceptionnelle.
À Pékin en 2008, il devient le premier athlète masculin à gagner ces trois épreuves (100 m, 200 m et relais 4 × 100 m) au cours des mêmes Jeux olympiques depuis Carl Lewis en 1984 (Lewis perdra son titre olympique du relais ultérieurement) ; il répète cet exploit lors de ceux de Londres en 2012 et de Rio en 2016. Il est ainsi le premier athlète à remporter trois titres olympiques consécutifs sur le 100 m, le 200 m et dans un premier temps le 4 × 100 m. Son nom et ses performances en sprint lui ont valu le surnom de « Lightning Bolt » (« l'Éclair », ou « la Foudre »). Il est le premier sprinteur à améliorer trois fois de suite le record du monde du 100 m et à obtenir la plus nette amélioration du record depuis le passage au chronométrage électronique, en 1968. La Fédération internationale d'athlétisme le désigne six fois athlète de l'année : en 2008, 2009, 2011, 2012, 2013 et 2016 ; plus que tout autre athlète.
Usain Bolt prend sa retraite sportive à l'issue des Championnats du monde 2017 à Londres, où il s'adjuge la médaille de bronze sur 100 m derrière Justin Gatlin et Christian Coleman, son quatorzième podium mondial, et se blesse en finale du relais 4 × 100 m, le 12 août 2017, pour la dernière course de sa carrière. En août 2024, l'Association internationale de la presse sportive (AIPS) l'a élu deuxième plus grand athlète de ses 100 ans après Muhammad Ali. 
Il tente ensuite une reconversion dans le football, notamment en Australie, où il ne connaît pas la réussite. Usain Bolt se lance ensuite dans la musique avec ses amis avec le titre Olympe Rosé.

## Jeunesse
Usain Bolt est né le 21 août 1986 à Sherwood Content, un lieu-dit situé dans la paroisse de Trelawny, en Jamaïque. Il y passe son enfance avec ses parents, Jennifer et Wellesley Bolt, gérants de l'épicerie locale, son frère Sadiki et sa sœur Sherine. Il commence à pratiquer l'athlétisme à l'école primaire alors qu'il s'intéresse plutôt au cricket et au football. À douze ans, il concourt pour la paroisse de Trelawny lors de la rencontre annuelle nationale des écoles primaires. Voyant en lui un prodige des pistes, son entraîneur de cricket le convainc de poursuivre l'athlétisme. La même année, il entre alors au lycée William Knibb où il est pris en main par Pablo McNeil, ancien spécialiste jamaïcain du 100 mètres, et par Dwayne Barrett qui l'encouragent à améliorer ses capacités athlétiques. Cette école a une histoire remplie de très bons résultats en athlétisme notamment par l'intermédiaire de Michael Green, un ancien étudiant.

## Carrière d'athlète

### Débuts prometteurs (2001-2004)
C'est lors de sa troisième année au lycée en 2001 qu'il remporte sa première médaille en terminant deuxième des championnats nationaux lycéens sur 200 m en 22 s 04. Il n'a alors que 14 ans. Peu après, les spectateurs de la Barbade, pays hôte des Jeux de la CARIFTA — les championnats régionaux juniors de la Caraïbe —, le voient remporter deux médailles d'argent, une sur 400 m en établissant un nouveau record personnel avec 48 s 28 et une autre sur le 200 m (21 s 81). C'est la première fois qu'il représente la Jamaïque : « Pour [lui], un gars de la campagne qui n'avait jamais été loin de la maison, ce voyage a représenté une émotion unique ». Plus tard dans l'année, il participe aux Championnats du monde d'athlétisme de la jeunesse sur 200 m, à Debrecen, en Hongrie. Cependant, il ne passe pas le cap des demi-finales bien qu'il ait abaissé son record personnel à 21 s 73. Sur les conseils de Percival James Patterson, ancien premier ministre de Jamaïque, Bolt intègre le giron fédéral de la Fédération jamaïcaine d'athlétisme (JAAA) et s'entraîne désormais à l'université des Indes occidentales à Kingston.
En début de saison 2002, Usain Bolt remporte les titres du 200 m (en 21 s 12) et du 400 m (en 47 s 33) des Jeux de la CARIFTA de Nassau, puis il récidive en juillet lors des Championnats juniors d'Amérique centrale et des Caraïbes de Bridgetown où il descend pour la première fois de sa carrière sous les 21 s sur 200 m (20 s 61). Aux Championnats du monde junior disputés sur ses terres jamaïcaines, il devient, à 15 ans et 332 jours, le plus jeune champion du monde junior de l'histoire du 200 mètres dans un temps de 20 s 61. Aligné également dans les deux épreuves de relais (4 × 100 m et 4 × 400 m), il remporte avec ses coéquipiers deux médailles d'argent assorties de deux nouveaux records nationaux juniors.
En avril 2003, âgé alors de 16 ans, il réalise 20 s 25 sur 200 m et 45 s 35 sur 400 m lors des championnats scolaires jamaïcains de Kingston, puis il remporte peu après ces deux épreuves lors des Jeux de la CARIFTA. Participant au mois de juillet aux Championnats du monde de la jeunesse de Sherbrooke, il remporte le 200 m avec le temps de 20 s 40 en dépit d'un vent de face de 1,1 m/s, reléguant le deuxième de la course à plus de six dixièmes de seconde. Une semaine plus tard, il s'impose en finale des Championnats panaméricains juniors de Bridgetown en établissant en 20 s 13 une nouvelle meilleure performance mondiale jeunesse (un équivalent record du monde cadet qui ne sera battu qu'en 2021 par l'Américain Erriyon Knighton en 20 s 11). Cette performance suscite un intérêt de la presse mondiale qui voit en lui un possible successeur de Michael Johnson, l'Américain n'ayant réussi à atteindre les performances du Jamaïcain qu'à l'âge de vingt ans. Pour la seconde année consécutive, Bolt est désigné par l'IAAF « étoile montante masculine » dans le cadre de la remise du trophée de l'athlète de l'année.
Le Jamaïcain passe professionnel en 2004. Entraîné désormais par Fitz Coleman (en), il remporte en avril le 200 mètres des Jeux de la CARIFTA à Hamilton (Bermudes), établissant en 19 s 93 un nouveau record du monde junior. Il bat ainsi la précédente marque de l'Américain Lorenzo Daniel de 20 s 07. Il devient également le premier et le seul junior à avoir couru le 200 m en moins de 20 s. En mai, une blessure à la cuisse empêche Bolt de participer aux Championnats du monde junior de Grosseto, compétition qu'il a remportée deux ans auparavant. Sélectionné à dix-sept ans pour ses premiers Jeux olympiques, à Athènes, il ressent de nouvelles douleurs à la cuisse et est éliminé dès le premier tour du 200 m avec le temps de 21 s 05. Il refuse plusieurs offres de bourses d'universités américaines, préférant continuer à s'entraîner à l'Université de technologie de la Jamaïque à Kingston.

### La confirmation (2005-2007)
En début de saison 2005, Usain Bolt rejoint le groupe d'entraînement de Glen Mills composé par ailleurs de Kim Collins et de Dwain Chambers. Auteur de 20 s 14 à Kingston pour sa deuxième course de l'année, il remporte sans réelle opposition, le 11 juin, le 200 m du meeting de New York, avant de s'aligner sur cette distance aux championnats de Jamaïque, sélectifs pour les Mondiaux d'Helsinki. À Kingston, le 26 juin, il gagne le titre national en 20 s 27. Le 10 juillet, il se rapproche de son record du monde en remportant le titre senior des Championnats d'Amérique centrale et des Caraïbes à Nassau en 20 s 3. Il est déjà à l'époque surnommé « Lightning Bolt » par les observateurs. Quelques jours plus tard, il termine deuxième derrière Wallace Spearmon au meeting de Crystal Palace Londres, signant sa meilleure performance de la saison en 19 s 99 (dans le même centième que Tyson Gay) à seulement six centièmes de son record personnel. Pourtant, lors des Championnats du monde d'Helsinki, il ne termine que huitième, victime d'ennuis physiques en 26 s 27.

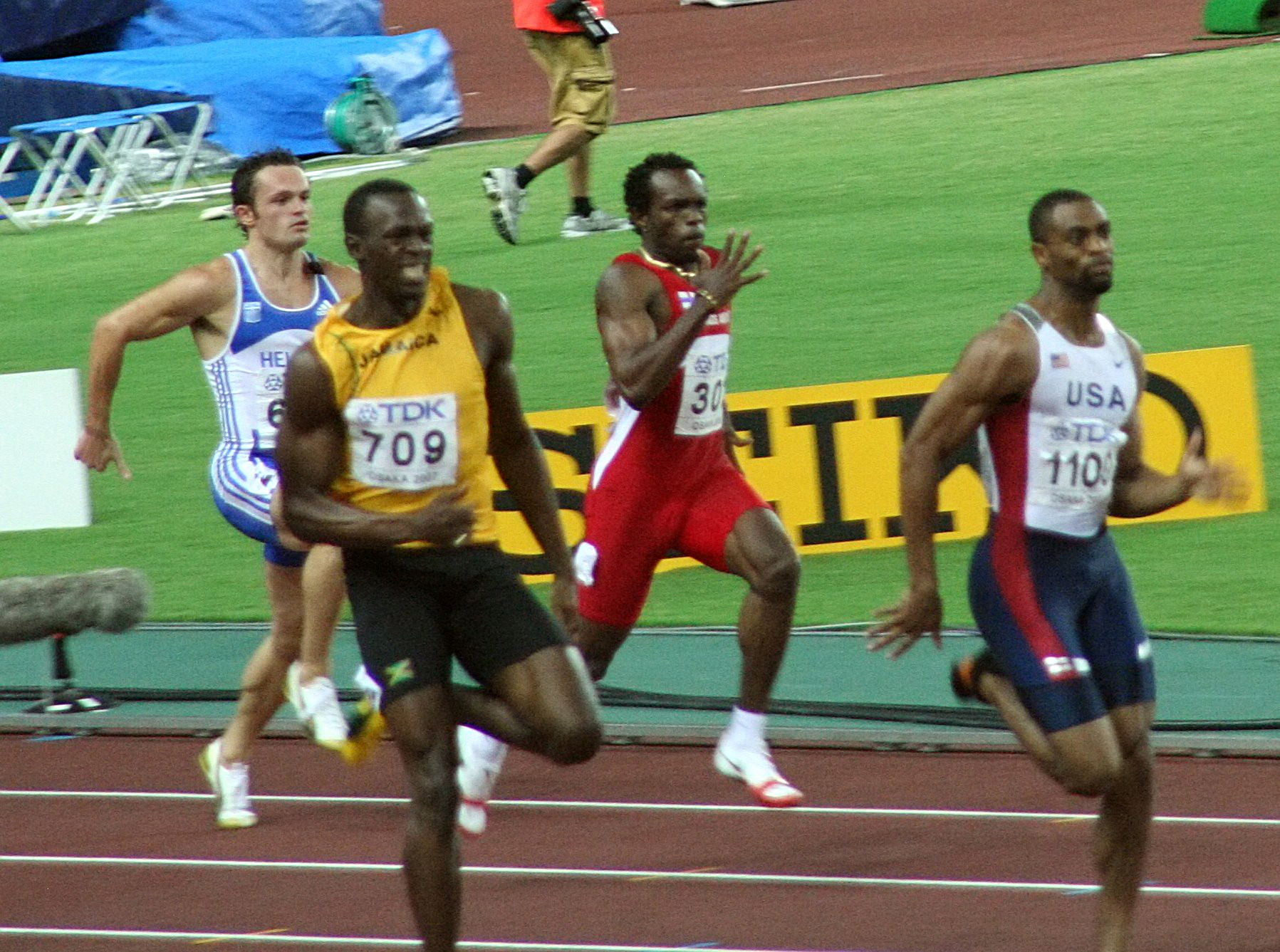
Usain Bolt termine deuxième du 200 m des mondiaux d'Osaka 2007 derrière l'américain Tyson Gay.

En mars 2006, Usain Bolt renonce à participer aux Jeux du Commonwealth après une blessure aux ischio-jambiers contractée lors d'un entraînement. Il fait un retour convaincant en remportant fin avril le 200 m du meeting de Fort-de-France en 20 s 08. Durant l'été, le Jamaïcain descend pour la première fois de la saison sous la barrière des vingt secondes en se classant troisième du meeting de Lausanne avec le temps de 19 s 88. Deuxième à Zurich, il remporte le meeting de Zagreb en 20 s 49, avant de se classer troisième de la finale mondiale de l'athlétisme de Stuttgart en 20 s 10, derrière les Américains Tyson Gay et Wallace Spearmon. Sélectionné dans l'équipe des Amériques lors de la Coupe du monde des nations d'Athènes, Bolt se classe deuxième du 200 m en 19 s 96, devancé une nouvelle fois par Wallace Spearmon.
Désireux de se lancer sur 100 m, Usain Bolt doit battre le record de Jamaïque du 200 m — établi par Don Quarrie en 1971 avec 19 s 86 — pour que son entraîneur, Glen Mills, l'autorise à s'aligner sur la distance reine du sprint. Aux championnats nationaux, le 24 juin 2007, il court le 200 m en 19 s 75, battant ainsi le vieux record de son prédécesseur jamaïcain et établissant son meilleur temps de l'année sur 200 m. Cette performance lui permet de se qualifier pour les Championnats du monde. Il dispute avant ce rendez-vous mondial quelques meetings européens, signant successivement 20 s 11 à Lausanne, 20 s 08 à Sheffield et 20 s 06 au meeting londonien de Crystal Palace.
À Osaka, Bolt se qualifie aisément pour la finale, sa deuxième consécutive après sa huitième place obtenue lors des mondiaux d'Helsinki deux ans plus tôt. Le 30 août 2007, il termine deuxième du 200 m en 19 s 91, loin derrière l'Américain Tyson Gay (19 s 76), vainqueur également du 100 m quelques jours plus tôt. Aligné par ailleurs dans l'épreuve du relais 4 × 100 mètres, le Jamaïcain, associé à Marvin Anderson, Nesta Carter et Asafa Powell, établit en finale un nouveau record national en 37 s 89 et remporte la médaille d'argent derrière l'équipe des États-Unis.

### L'année des exploits (2008)

#### Premier record du monde du100 mètres
Spécialisé jusqu'à présent dans le 200 m, Usain Bolt intègre l'épreuve du 100 m au programme de sa saison 2008 marquée par les Jeux olympiques de Pékin. Le 8 mars, à Spanish Town, courant la distance pour la deuxième fois de sa carrière seulement, il établit le temps de 10 s 03. Le 3 mai, il améliore considérablement son record personnel en s'adjugeant en 9 s 76 (vent favorable de 1,8 m/s) la deuxième meilleure performance de tous les temps sur 100 m lors de la Jamaica International Invitational. Le record du monde est alors détenu par son compatriote Asafa Powell en 9 s 74.
Le 31 mai, lors du Meeting de New-York, Usain Bolt établit un nouveau record du monde du 100 m en 9 s 72 (vent positif de 1,7 m/s) pour son cinquième 100 m seulement, reléguant le champion du monde en titre sur la distance, Tyson Gay, à plus d'un dixième de seconde (deuxième en 9 s 85). Il améliore de deux centièmes de seconde l'ancienne meilleure marque mondiale détenue par Asafa Powell depuis le 9 septembre 2007 et devient le neuvième recordman du monde de la discipline depuis l'apparition du chronométrage électrique en 1968. Le 13 juillet, Bolt remporte le 200 m du meeting d'Athènes en réalisant en 19 s 67 la meilleure performance de l'année ainsi qu'un nouveau record continental de la discipline.

#### Triplé aux Jeux olympiques de Pékin, mais…

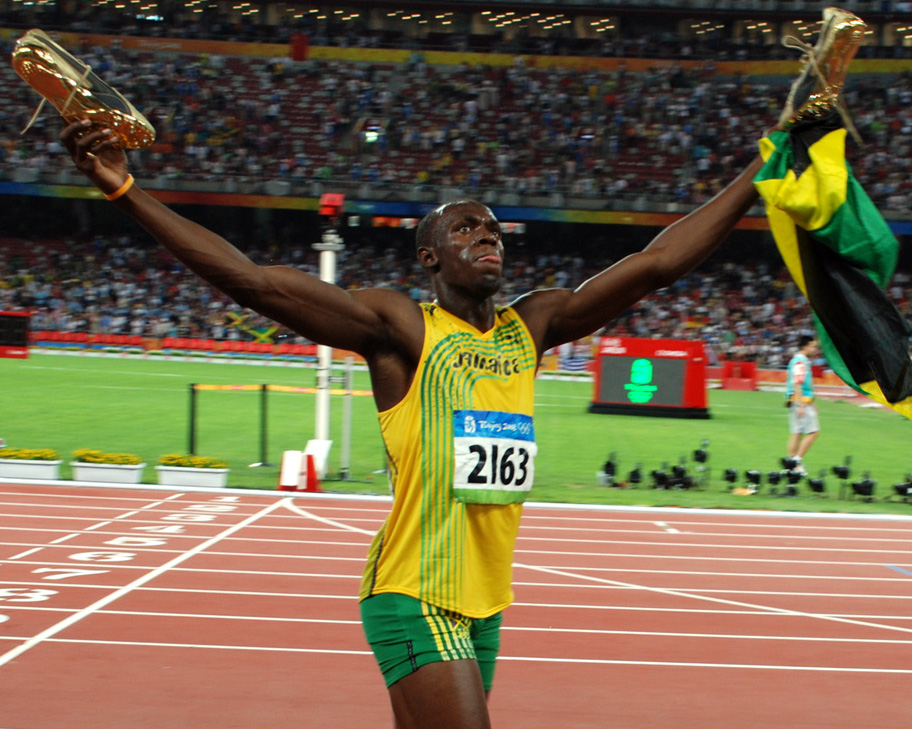
Usain Bolt après sa victoire et son deuxième record du monde sur 100 m le 16 août 2008 aux Jeux olympiques de Pékin.

Début août, Usain Bolt annonce sa participation aux deux épreuves de sprint des Jeux olympiques de Pékin. Qualifié aisément pour la finale olympique du 100 m, en respectivement 9 s 92 en quart de finale et 9 s 85 en demi-finale, il participe le 16 août à sa première finale olympique sur l'épreuve reine de l'athlétisme. Situé au couloir no 4, Bolt remporte le titre olympique et bat son propre record du monde avec un temps de 9 s 69 (vent nul), en relâchant son effort à une vingtaine de mètres de l'arrivée. Devançant au classement final le Trinidadien Richard Thompson (9 s 89) et l'Américain Walter Dix (9 s 91), Bolt devient le premier athlète de Jamaïque à remporter le titre olympique du 100 m. Une étude de physiciens scandinaves parue quelques semaines plus tard dans le New Scientist rapporte que si Bolt n'avait pas écarté les bras à 20 m de la ligne, la passant juste après s'être frappé la poitrine du poing, son temps aurait été de 9 s 61 au pire et de 9 s 55 au mieux.
Le 20 août, Usain Bolt dispute la finale du 200 m après s'être imposé lors de la demi-finale en 20 s 09. Il remporte une nouvelle médaille d'or avec le temps de 19 s 30 (vent défavorable de 0,9 m/s) devant Shawn Crawford et Walter Dix, améliorant de deux centièmes de secondes le précédent record du monde de l'Américain Michael Johnson, détenteur de la meilleure performance planétaire en 19 s 32 depuis les Jeux d'Atlanta de 1996. Premier athlète à battre les deux records du monde du sprint court au cours des mêmes Jeux olympiques, Bolt devient également le premier athlète à réussir le doublé 100 m/200 m depuis Carl Lewis aux Jeux de Los Angeles de 1984. Il est le deuxième athlète après Don Quarrie — et le premier depuis l'introduction du chronométrage électronique le 1er janvier 1975 — à posséder simultanément les records du monde des 100 et 200 m,.
Le 22 août, il conclut ses Jeux olympiques en remportant, en tant que troisième relayeur, la médaille d'or du relais 4 × 100 m en compagnie de ses compatriotes Nesta Carter, Michael Frater et Asafa Powell. L'équipe de Jamaïque, qui devance largement Trinité-et-Tobago (38 s 06) et le Japon (38 s 15), améliore de trois dixièmes de seconde le record du monde de la discipline dans le temps de 37 s 10. L'ancien record, 37 s 40, était détenu par les Américains depuis 1992 (égalé en 1993). 
Le Jamaïcain dispute trois courses en fin de saison 2008. Il s'impose tout d'abord le 29 août lors du meeting Golden League de Zurich en 9 s 83, avant de remporter le 2 septembre le 200 m du meeting de Lausanne avec le temps de 19 s 63, soit la quatrième meilleure performance de tous les temps sur la distance. Pour son ultime compétition de l'année, il est confronté pour la première fois depuis Pékin à Asafa Powell, à l'occasion du 100 m du Mémorial Van Damme de Bruxelles. Bolt remporte la course en 9 s 77, devançant son compatriote de six centièmes de seconde. Le 23 novembre, il reçoit de la part de l'IAAF le trophée de l'athlète masculin de l'année.

#### … la Jamaïque perd sa médaille d'or du relais4 × 100 m
Le 25 janvier 2017, le Comité international olympique disqualifie la Jamaïque du relais 4 × 100 m des Jeux de Pékin, à la suite de la réanalyse des échantillons de Nesta Carter, un des quatre relayeurs jamaïcains, contrôlé positif à la méthylhéxaneamine. De fait, Usain Bolt, victime de cette décision intervenue près de 9 ans après les faits, doit rendre une de ses neuf médailles d'or olympiques. Il ne détient désormais plus que huit titres olympiques à son palmarès.

### Des records exceptionnels à Berlin (2009)

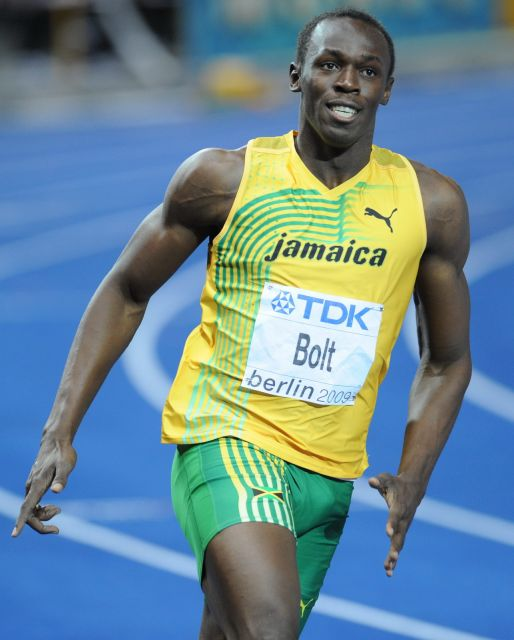
Usain Bolt remportant le 100 m aux Championnats du monde de Berlin, le 16 août 2009.

Usain Bolt fait son retour sur les pistes d'athlétisme le 21 avril 2009 à Kingston, en choisissant de s'aligner sur 400 mètres afin d'améliorer sa pointe de vitesse. Il remporte ses deux courses en respectivement 46 s 35 et 45 s 54. Victime d'un accident de la route le 30 avril en Jamaïque, il subit des blessures superficielles à la jambe mais décide néanmoins d'annuler sa participation au meeting de Kingston prévu trois jours plus tard. Le 17 mai, Bolt s'aligne lors d'une course exhibition sur 150 m disputée en ligne droite dans les rues de Manchester. Il signe en 14 s 35 le meilleur temps jamais réalisé sur la distance. Le 17 juin 2009, Usain Bolt remporte le 100 m du Meeting d'Ostrava avec le temps de 9 s 77, performance cependant non homologuée en raison d'un vent légèrement trop favorable de 2,1 m/s. Il retourne ensuite en Jamaïque pour s'adjuger fin juin les titres nationaux du 100 et du 200 m en respectivement 9 s 86 et 20 s 25. De retour en Europe au début du mois de juillet, il remporte sous une pluie battante le 200 m du Meeting de Lausanne avec le temps de 19 s 59, établissant la quatrième meilleure performance de tous les temps sur la distance. Le 17 juillet, il court en 9 s 79 (− 0,2 m/s), deuxième performance de l'année sur 100 m — derrière les 9 s 77 de Tyson Gay — lors du Meeting Areva de Saint-Denis, quatrième étape de la Golden League 2009.
Les Championnats du monde d'athlétisme disputés fin août à Berlin constituent l'objectif principal de la saison d'Usain Bolt. Il entame la compétition en se qualifiant facilement pour la finale du 100 mètres après avoir contrôlé ses deux premiers tours et avoir établi le meilleur temps des demi-finales en 9 s 89, devant Tyson Gay en 9 s 93. Le 16 août 2009, en finale, le Jamaïcain remporte son premier titre de champion du monde en bouclant son 100 m en 9 s 58, améliorant de 11 centièmes de secondes son propre record du monde réalisé jour pour jour un an plus tôt à Pékin. Il devance largement l'Américain Tyson Gay qui établit pourtant avec le temps de 9 s 71 la troisième meilleure performance de tous les temps, son compatriote Asafa Powell complétant le podium en 9 s 84. Déjà premier homme sous les 9 s 70, il devient aussi le premier à passer sous les 9 s 60. Il établit à cette occasion l'amélioration la plus nette du record du monde dans cette discipline (11/100e) et devient le premier à améliorer trois fois de suite le record du monde du 100 m. Lors de cette course, il parcourt les 100 mètres à la vitesse moyenne de 37,58 km/h et atteint une vitesse maximale de 44,72 km/h entre 60 et 80 m.
Quatre jours après, le 20 août, lors de ces mêmes championnats du monde, il remporte la finale du 200 m en 19 s 19, abaissant là aussi son propre record du monde de 11 centièmes de seconde. Toujours sans rival, il laisse ses principaux concurrents, le Panaméen Alonso Edward et l'Américain Wallace Spearmon, à plus de six dixièmes de seconde. Au cours de cette finale, il court un 100 m lancé en 8 s 84 entre les 50 m et les 150 m de la course. Quatrième athlète à réussir le doublé 100/200 m lors des mêmes championnats du monde, il devient le premier homme à remporter en l'espace d'un an les deux titres mondiaux et olympiques du sprint court. Comme à Pékin un an plus tôt, Usain Bolt achève la compétition en remportant, le 22 août, comme troisième relayeur, le titre du relais 4 × 100 m, en 37 s 31, aux côtés de ses compatriotes Steve Mullings, Michael Frater et Asafa Powell : c'est le deuxième meilleur relais de tous les temps, à 21 centièmes du record du monde qu'il détient avec l'équipe jamaïcaine depuis les Jeux de Pékin.
Auréolé de ses trois titres mondiaux, Usain Bolt décide de s'aligner lors des deux derniers meetings de la Golden League 2009. Il remporte le 100 m du meeting de Zurich en 9 s 81 et survole une semaine plus tard le 200 m du meeting de Bruxelles en 19 s 57, signant la quatrième meilleure performance de tous les temps sur la distance. Lors de sa dernière course de l'année, le 200 m de la Finale mondiale de l'athlétisme à Thessalonique, le Jamaïcain s'impose en 19 s 68. Le 22 novembre, à Monaco, il reçoit pour la seconde fois consécutive le Trophée de l'athlète de l'année de la part de la Fondation internationale d'athlétisme.

### Une saison tronquée (2010)
En l'absence de grands championnats internationaux en 2010, Usain Bolt déclare vouloir principalement axer sa saison sur la Ligue de diamant, nouvelle compétition inscrite au calendrier de l'IAAF et regroupant douze meetings internationaux. Le Jamaïcain ouvre sa saison le 13 février au stade National de Kingston en s'imposant sur 400 mètres lors de la Camperdown Classic en 45 s 86. Vainqueur le 24 avril du 4 × 100 m des Penn Relays de Philadelphie aux côtés de ses compatriotes jamaïcains, il dispute et remporte son premier 200 m lors du meeting de la Jamaica International Invitational. Bolt y signe la quatrième performance de tous les temps en 19 s 56, derrière ses deux meilleurs chronomètres et les 19 s 32 de Michael Johnson.
Lors de la 11e étape de la Ligue de diamant, le DN Galan de Stockholm, Tyson Gay bat Usain Bolt : 9 s 84 pour Gay — qui signe là son meilleur temps de la saison — et seulement 9 s 97 pour Bolt qui n'avait pas perdu depuis juillet 2008 (deuxième place derrière Asafa Powell sur la même piste de Stockholm) et avait remporté les quatorze 100 mètres disputés jusqu'alors. C'était le troisième défi entre les deux sprinteurs et chaque fois, précédemment, Bolt avait battu le record du monde de la distance (New York et Berlin). Peu après, il annonce qu'il renonce au reste de la saison, pour des problèmes de dos, préférant se concentrer sur la préparation des saisons 2011 et 2012. Bolt détient néanmoins les meilleures performances mondiales de l'année 2010 sur 200 m (19 s 56) et 300 m (30 s 97).

### Disqualification et deux nouveaux titres mondiaux à Daegu (2011)

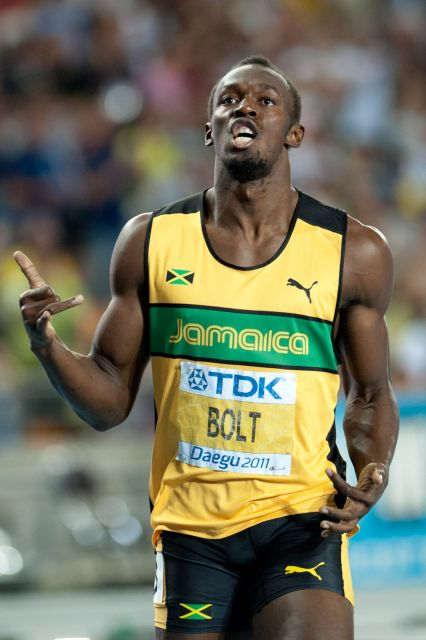
sur 100 m, Usain Bolt remporte la médaille d'or du 200 m et du 4 × 100 m à Daegu en 2011.

Usain Bolt commence sa saison 2011 lors du Golden Gala de Rome où il s'impose sur la fin de course, terminant en 9 s 91 devant Asafa Powell (9 s 93) et Christophe Lemaitre (10 s 00), sur la seconde étape de la Ligue de diamant 2011. Le 31 mai, au Golden Spike Ostrava en République tchèque, il égalise son dernier chrono sur 100 m en 9 s 91 devançant son compatriote Steve Mullings (9 s 97), détenteur de la meilleure performance mondiale de l'année en 9 s 89, et Daniel Bailey (10 s 08). Il concourt ensuite sur 200 m lors du Meeting Areva et sur 100 m lors du Meeting Herculis, deux meetings au programme de la Ligue de diamant 2011. Lors du premier, il remporte la course en 20 s 03 face à la star locale Christophe Lemaitre, qu'il avait déjà battu à Rome dans une course venteuse et retardée par des problèmes techniques. Lors du Meeting Herculis, il frôle la défaite mais s'impose en 9 s 88 devant son compatriote jamaïcain Nesta Carter.
Le 28 août, aux championnats du monde de Daegu, lors de la finale du 100 m, Usain Bolt, alors grand favori, fait un faux départ, ce qui entraîne sa disqualification ; la course est finalement remportée par Yohan Blake en 9 s 92.
Il se qualifie ensuite aisément pour la finale du 200 m avec un temps de 20 s 31 en ayant relâché son effort bien avant la ligne d'arrivée. Le 3 septembre, lors de la finale, il remporte avec facilité mais sans se relâcher la médaille d'or, en 19 s 40, avec vent légèrement favorable (+ 0,8 m/s), le meilleur temps de l'année et le 4e meilleur temps de tous les temps, devant Walter Dix et Christophe Lemaitre, également sous les vingt secondes, respectivement à 19 s 70 (à 1/100 de son record personnel) et 19 s 80 (record national).
Le 4 septembre, Usain Bolt, pour la première fois en place de dernier relayeur, mène l'équipe de Jamaïque de relais 4 × 100 m vers un nouveau record du monde, en 37 s 04. C'est le seul record du monde des championnats du monde qui se tiennent en Corée du Sud. Après avoir refusé une offre de 200 000 € pour le meeting de Zurich qui se tenait le 8 septembre, il participe le 13 au meeting de Zagreb et remporte le 100 m en 9 s 85 (vent favorable : +0,1 m/s), sa meilleure performance personnelle de la saison, mais pas encore la meilleure performance mondiale, toujours détenue par son compatriote Asafa Powell en 9 s 78. Il établit finalement la meilleure performance mondiale de l'année le 16 septembre, lors des finales de la Ligue de diamant d'athlétisme, mémorial Van Damme à Bruxelles. Il remporte le 100 m en 9 s 76 (vent favorable : + 1,3 m/s).
Il reçoit le Trophée IAAF de l'athlète de l'année pour la troisième fois de sa carrière après 2008 et 2009.

### Nouveau triplé olympique (2012)
Usain Bolt fait sa rentrée en mai 2012 à l'occasion du meeting Jamaica International Invitational de Kingston où il dispute le premier 100 m sur son sol depuis la saison 2008. Il remporte la course en 9 s 82 (+1,0 m/s), améliorant de 8/100e la meilleure performance mondiale de l'année de Yohan Blake (9 s 90), et devance largement ses compatriotes Michael Frater (10 s 00) et Lerone Clarke (10 s 03). Lors du Golden Spike Ostrava, Usain Bolt déçoit même s'il remporte le 100 m en 10 s 04 ; en manque de confiance, Bolt réalise un très mauvais départ et sa seconde partie de course ne lui permet pas de passer la barre des 10 secondes alors qu'il ambitionnait de terminer en 9 s 70. Une semaine plus tard, c'est chose faite lors du meeting de la Ligue de diamant de Rome,où  il réalise en 9 s 76 la meilleure performance mondiale de l'année, devançant Asafa Powell (9 s 91) et Christophe Lemaitre (10 s 04). Le 7 juin 2012, lors des Bislett Games d'Oslo, 5e étape de la Ligue de diamant 2012, il finit 1er du 100 mètres en 9 s 79 (record du meeting) devant Asafa Powell (9 s 85, SB).

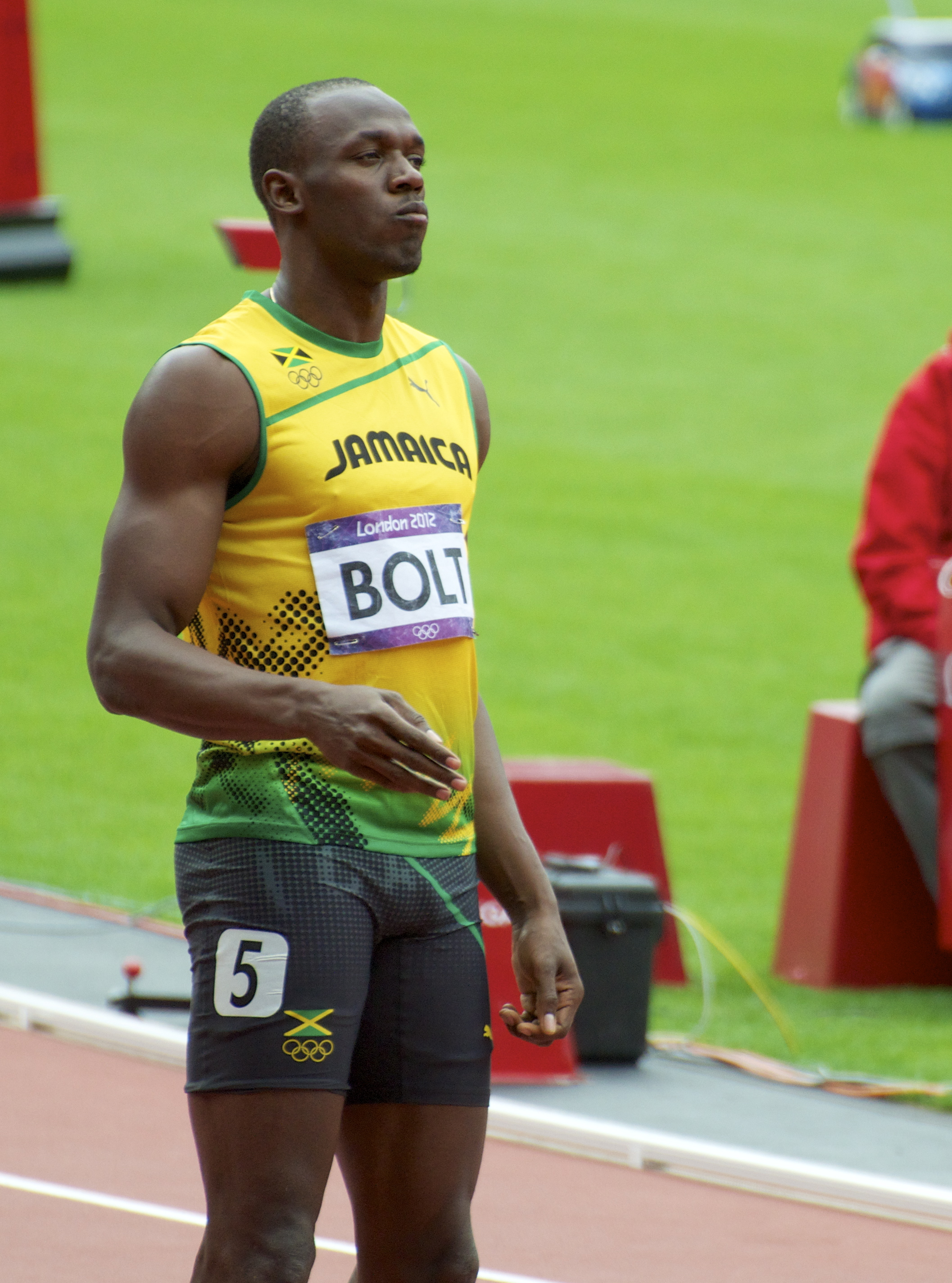
La Foudre au stade olympique de Londres lors des Jeux olympiques de 2012 peu avant le départ de sa demi-finale sur 200 m.

Fin juin, à Kingston, lors des sélections olympiques jamaïcaines, il se qualifie aux deux épreuves de sprint court mais se fait devancer à chaque fois par Yohan Blake. Sur 100 m, malgré un départ médiocre, Blake bat son record personnel en 9 s 75 (+1,1 m/s) et réalise la meilleure performance mondiale de l'année, devant Usain Bolt, deuxième de la course en 9 s 86 et invaincu sur la distance depuis la saison 2010. Deux jours plus tard, Blake inflige une deuxième défaite à son compatriote en enlevant le 200 m en 19 s 80 (-0,5 m/s), signant là encore le meilleur temps de l'année sur la distance. Bolt termine deuxième de la course en 19 s 83 et subit son premier revers sur le demi-tour de piste depuis 2007. Le 26 juillet 2012, il est choisi par le comité olympique jamaïcain pour être le porte-drapeau lors de la cérémonie d'ouverture des Jeux olympiques de 2012.
Le 5 août 2012, il s'adjuge son deuxième titre olympique sur 100 m en remportant la finale des Jeux olympiques de Londres en 9 s 63 (vent favorable de 1,5 m/s), améliorant de six centièmes son propre record olympique et signant la deuxième meilleure performance de tous les temps sur la distance. Il devance sur le podium Yohan Blake, deuxième en 9 s 75, et Justin Gatlin, médaillé de bronze en 9 s 79 dans une course où sept athlètes parviennent à descendre sous les dix secondes. Usain Bolt devient le seul athlète avec l'Américain Carl Lewis à conserver un titre olympique du 100 m, quatre ans après ses exploits à Pékin. Lewis s'était imposé à Los Angeles 1984, puis à Séoul 1988, mais en Corée du Sud, il avait été devancé sur la piste par le Canadien Ben Johnson, par la suite disqualifié et exclu des Jeux olympiques pour dopage.
Le 9 août 2012, en 19 s 32, Usain Bolt devient cette fois le seul athlète à répéter un doublé 100 m - 200 m aux Jeux olympiques. Il remporte en effet le 200 m sur la piste du stade olympique de Londres devant ses compatriotes Yohan Blake (19 s 44) et Warren Weir (19 s 84), pour le premier triplé jamaïcain sur cette distance. Après son exploit inédit dans l'histoire des Jeux olympiques d'été, Usain Bolt conclut sa conférence de presse devant les médias du monde entier par ces mots : « Je suis une légende vivante. Faites ma gloire. Je ne veux voir que ça dans les journaux et à la télévision demain (vendredi 10 août 2012). Sinon, plus d'interviews ! »
Enfin, avec ses compatriotes du relais 4 × 100 m, Yohan Blake, Nesta Carter et Michael Frater, il réalise un nouveau triplé le 11 août 2012, agrémenté d'un record du monde où la barrière des 37 secondes est franchie pour la première fois, en 36 s 84. Usain Bolt se fait une place spéciale dans l'histoire des JO puisque jamais un athlète n'avait réussi à gagner six médailles d'or dans les disciplines du sprint.
Le 23 août 2012, il prend part au meeting Athletissima de Lausanne et s'impose en 19 s 58 avec un vent favorable, en devançant Churandy Martina et son compatriote Nickel Ashmeade. Lors du Weltklasse Zurich, finale de la Ligue de diamant 2012, il remporte le 200 mètres en 19 s 66, nouveau record du meeting, devant Nickel Ashmeade (19 s 85) et Jason Young (20 s 08). Il termine en tête du classement général de la compétition (16 pts), devant Nesta Carter.
Il est élu athlète de l'année pour la quatrième fois après 2008, 2009 et 2011.

### Un autre triplé mondial (2013)

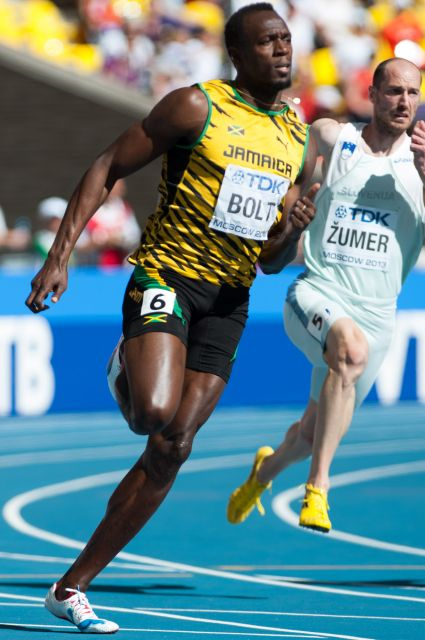
Le sprinteur durant les séries du 200 m aux Championnats du monde 2013 de Moscou.

Usain Bolt effectue sa rentrée 2013 le 9 février sur 400 m en remportant sa série en 46 s 74 à Kingston devant son partenaire d'entraînement Yohan Blake (46 s 77). Il participe ensuite à une course exhibition sur 150 m sur une piste synthétique installée sur la plage de Copacabana. Il y signe la meilleure performance mondiale de l'année en 14 s 42, sur cette distance très rarement courue. Il effectue sa rentrée sur 100 m le 8 mai à George Town aux îles Caïmans et réalise sa plus mauvaise course de reprise depuis plusieurs années avec un temps au-delà des 10 secondes (10 s 09) qui lui permet malgré tout de remporter sa course au millième. Le 6 juin, il ne termine que deuxième du Golden Gala de Rome, battu d'un centième de seconde par l'Américain Justin Gatlin (9 s 96 contre 9 s 95). Une semaine plus tard, il s'adjuge le 200 mètres du meeting des Bislett Games, à Oslo, en 19 s 79.
Fin juin, à Kingston, aux sélections olympiques jamaïcaines qualificatives pour les Championnats du monde de Moscou, Bolt décide de ne participer qu'à l'épreuve du 100 m car il bénéficie déjà d'une wild card sur 200 m en tant que champion du monde du titre. Le 21 juin, il s'impose en finale du 100 m en 9 s 94, malgré un vent de face de 1,2 m/s, en devançant aisément ses compatriotes Kemar Bailey-Cole et Nickel Ashmeade. Début juillet, il remporte le 200 m du meeting Areva en 19 s 73, devant Warren Weir et Christophe Lemaitre, améliorant de 6/100e la meilleure performance mondiale de l'année qui était déjà en sa possession. Le 26 juillet, au stade olympique de Londres lors du London Grand Prix, il s'impose sur 100 m en 9 s 85 (+ 0,2 m/s), son meilleur temps de l'année, devant Michael Rodgers et Nesta Carter.
Le 11 août, lors des championnats du monde à Moscou, il remporte son second titre mondial du 100 m et sa sixième médaille d'or au total (égalant son total olympique) en s'imposant sous la pluie en 9 s 77 (−0,3 m/s), meilleure performance de l'année. Il devance Justin Gatlin (9 s 85) et Nesta Carter (9 s 95),. Six jours plus tard, le 17 août, il remporte sa septième médaille d'or en championnat du monde et son troisième titre consécutif sur 200 m en 19 s 65, devançant son compatriote Warren Weir (19 s 79) et l'américain Curtis Mitchell (20 s 04). Enfin, le 18 août, en compagnie de Nesta Carter, Kemar Bailey-Cole et Nickel Ashmeade, Usain Bolt est le dernier relayeur du 4 × 100 m jamaïcain qui l'emporte en 37 s 36 devant les États-Unis et le Canada. En gagnant sa huitième médaille d'or mondiale, Bolt égale les totaux de Michael Johnson et de Carl Lewis. En totalisant 10 médailles en tout (avec les deux en argent gagnées à Osaka en 2007), il rejoint Carl Lewis et le dépasse même, puisque l'athlète américain a remporté 8 médailles d'or, une en argent et une en bronze entre 1983 et 1993.

### Saison écourtée (2014)
Blessé au pied en mars 2014, Usain Bolt doit déclarer forfait pour les premiers relais mondiaux de l'IAAF, se déroulant en mai 2014 à Nassau aux Bahamas. Il fait son retour sur les pistes d'athlétisme en août à l'occasion des Jeux du Commonwealth de Glasgow, en Écosse. Dernier relayeur du relais 4 × 100 m jamaïcain, il remporte la médaille d'or en compagnie de Jason Livermore, Kemar Bailey-Cole et Nickel Ashmeade, devant l'Angleterre et Trinité-et-Tobago, en établissant un nouveau record des Jeux en 37 s 58. Le 17 août, il établit le temps de 10 s 06 sur 100 m lors d'une course exhibition sur la plage de Copacabana, à Rio de Janeiro. Le 23 août, Usain Bolt réalise 9 s 98 dans le stade national de Varsovie, recouvert d'un toit lors de la course, conduisant alors certains médias à qualifier le temps de « nouvelle meilleure performance mondiale de tous les temps sur 100 m en salle »,,. Pourtant ce toit n'empêche pas la présence d'un léger vent défavorable (-0,6), ce qui a donc conduit l'IAAF à considérer cette course comme une course en plein air. Le lendemain, après seulement quatre courses disputées en 2014, Bolt décide de mettre un terme à sa saison, déclarant vouloir se préparer pour la saison 2015, notamment l'échéance des Championnats du monde à Pékin.

### De Pékin à Pékin: trois nouvelles médailles d'or (2015)
Usain Bolt entame sa saison 2015 le 11 avril à Kingston lors du meeting UTech Classic en s'imposant sur 200 m dans le temps de 20 s 20, puis dispute une course exhibition sur 100 m à Rio de Janeiro qu'il remporte en 10 s 12. Début mai, il participe aux deuxièmes Relais mondiaux de Nassau, aux Bahamas. Il est le dernier relayeur de l'équipe de Jamaïque du relais 4 × 100 m, composée par ailleurs de Nesta Carter, Kemar Bailey-Cole et Nickel Ashmeade, qui se classe deuxième de l'épreuve, derrière celle des États-Unis, dans le temps de 37 s 68. Fin mai, il remporte le 200 m du meeting d'Ostrava en 20 s 13, puis le 13 juin celui de New York, en 20 s 29, avec un vent défavorable de 2,8 m/s.

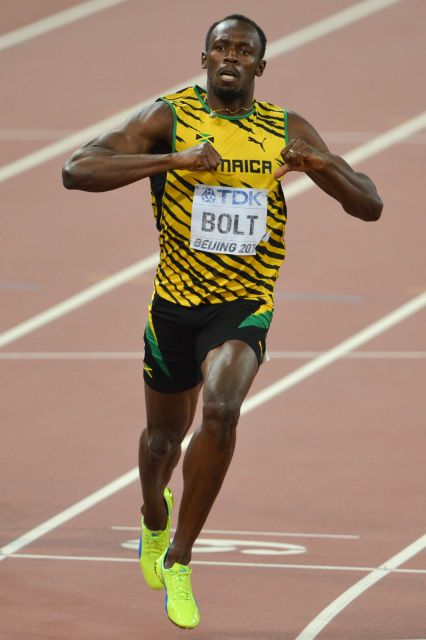
Le 27 août 2015 lors de sa victoire sur 200 m des Championnats du monde de Pékin.

Usain Bolt ne réussit pas de grande performance et annule plusieurs compétitions car ses « articulations se bloquent » côté gauche. Lors de l'été 2015, il n'apparaît que dans un seul meeting international, celui de Londres le 24 juillet, où il réussit deux fois un chrono de 9 s 87 sur 100 m. Dans le même temps, le champion olympique du 100 m en 2004 Justin Gatlin réalise les cinq meilleurs temps de la saison, tous en moins de 9 s 80, et se présente en grand favori aux Championnats du monde de Pékin. Le 22 août au premier tour et le lendemain en demi-finale, le sprinteur américain se montre d'ailleurs le plus rapide. Mais dans ce même Nid d'oiseau qui l'avait révélé en 2008, Bolt remporte la finale en 9 s 79. Il devance Gatlin d'un centième de seconde, la plus faible marge de l'histoire des quinze éditions des Mondiaux. Il explique ensuite qu'il s'agit de la « victoire la plus difficile » de sa carrière. Usain Bolt devient le 23 août 2015, avec neuf médailles d'or, l'athlète le plus titré des Championnats du monde d'athlétisme, devant Carl Lewis, Allyson Felix et Michael Johnson. Par ailleurs, avec trois titres mondiaux remportés sur 100 m, il rejoint Carl Lewis et Maurice Greene parmi les athlètes les plus titrés dans cette épreuve.
Le 27 août, Usain Bolt gagne son quatrième titre mondial consécutif sur 200 m, s'imposant à nouveau devant Justin Gatlin en 19 s 55, meilleure performance mondiale de l'année, son chrono le plus rapide sur la distance depuis sa victoire aux Jeux de Londres 2012 pour un exploit encore jamais réalisé dans les championnats du monde, où il porte son record à dix médailles d'or remportées en quatre éditions. Autre performance inédite, en remportant le 4 × 100 m avec Nesta Carter, Asafa Powell et Nickel Ashmeade le 29 août, il réalise son troisième triplé aux Championnats du monde après ceux de 2009 à Berlin et 2013 à Moscou et établit son record à onze médailles d'or. De Pékin en 2008 à Pékin en 2015, Usain Bolt n'a échoué que dans le 100 m des Championnats du monde 2011 à Daegu en étant disqualifié pour un faux départ en finale. Il a donc remporté 17 victoires olympiques et mondiales sur 18 épreuves disputées en sept ans.
Après les Mondiaux, Usain Bolt ne reprend pas l'entraînement et annonce le 7 septembre qu'il met un terme à sa saison 2015. « Je pense déjà à l'année prochaine et aux Jeux olympiques de Rio où je vais essayer de défendre mes titres des 100 m, 200 m et 4 × 100 m. Je prends quelques vacances pour recharger les batteries avant de reprendre l'entraînement de fond le mois prochain (…) Je suis heureux de finir la saison sans blessure et je suis prêt pour 2016 », explique-t-il sur ses comptes Facebook et Twitter.

### Troisième triplé olympique (2016)
Le 11 juin 2016, il remporte le JN Racers Grand Prix de Kingston, en 9 s 88 (+ 1,0 m/s), la deuxième meilleure performance mondiale 2016 derrière le Français Jimmy Vicaut (9 s 86), après avoir totalement raté son départ, être revenu aux 50 m, puis avoir dépassé ses adversaires avant de couper son effort à quelques mètres de la ligne d'arrivée.
Après cette course, interviewé pour la première fois sur le dopage de Nesta Carter qui risque de lui coûter une médaille d'or olympique à Pékin, il répond au Jamaica Gleaner : « Je suis chagriné rien qu'à penser que je doive restituer un des ors remportés à Pékin. C'est quelque chose qui me fend le cœur. On travaille des années pour accumuler des médailles d'or et devenir un champion, et puis ces choses arrivent. Et alors, ton cœur se brise. Mais je sais que dans la vie cela peut arriver, et si je devais restituer ma médaille d'or, je ne vais pas créer des problèmes. »

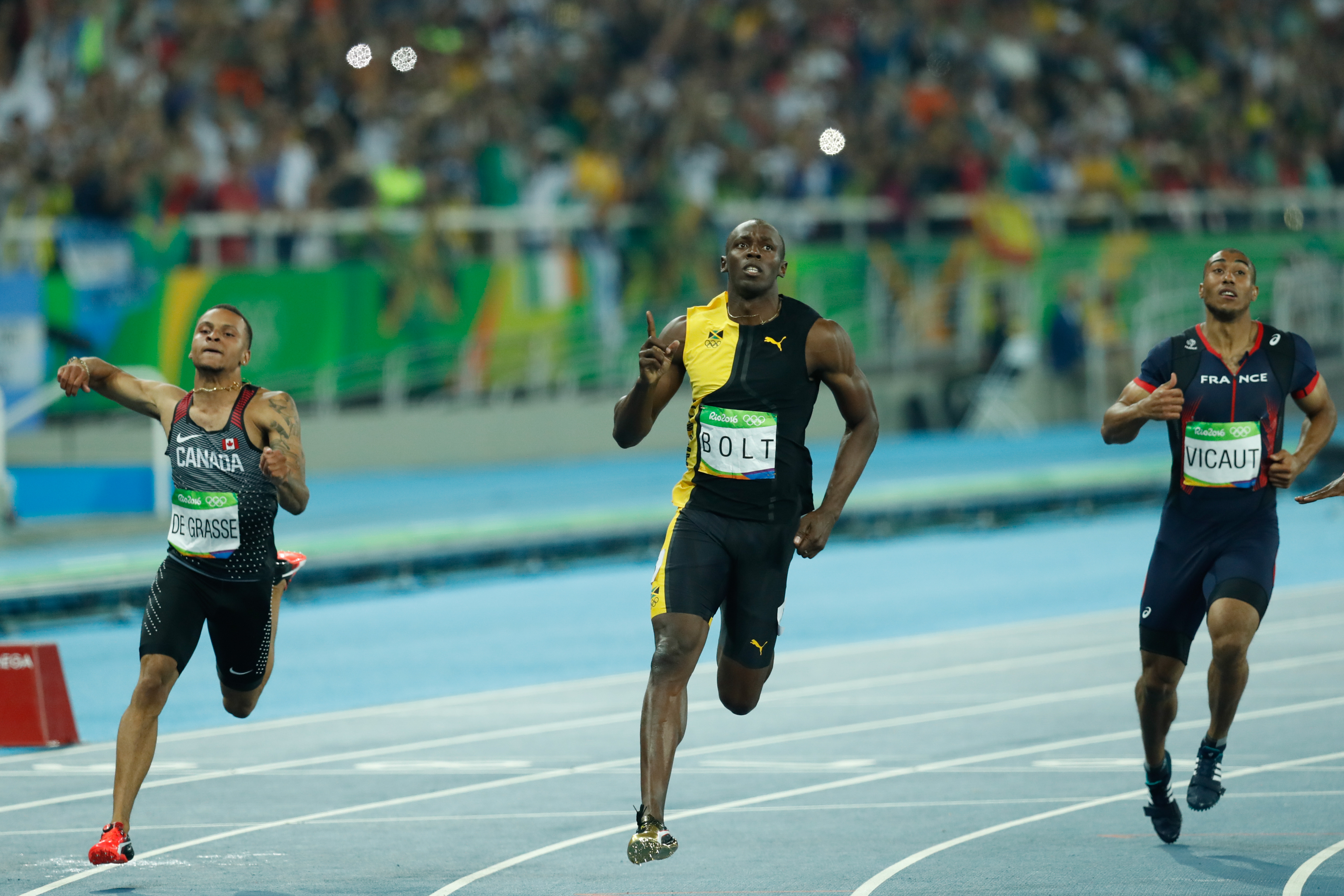
Andre De Grasse, Usain Bolt et Jimmy Vicaut (de gauche à droite) lors de la finale du 100 m des Jeux olympiques de Rio.

Lors des sélections olympiques jamaïcaines, il remporte sa demi-finale du 100 m mais, blessé, renonce aux autres épreuves. Son médecin allemand Hans-Wilhelm Müller-Wohlfahrt l'examine et annonce une élongation légère du biceps fémoral qui devrait lui permettre de participer au meeting de Londres le 22 juillet. Le 11 juillet, le Comité olympique jamaïcain annonce qu'il sera bien sélectionné sur 100 m, 200 m et 4 × 100 m, parmi les 63 sportifs jamaïcains. Il court par la suite un 200 m le 22 juillet, qu'il remporte en 19 s 89, un chrono modeste.
Aux Jeux olympiques de Rio, il remporte le 14 août 2016 son troisième titre olympique individuel consécutif sur 100 mètres en 9 s 81 devant Justin Gatlin (USA) en 9 s 89 et Andre De Grasse (CAN) en 9 s 91,. Le 18 août 2016, il signe le triplé sur 200 mètres en 19 s 78 devant Andre De Grasse (CAN) en 20 s 02 et Christophe Lemaitre en 20 s 12, mais avec un chrono qui ne rentre même pas dans son top 10 personnel, il remporte son huitième titre olympique sur les huit qu’il a tentés. Il se projette sur 2017 où il devrait donc faire le choix de ne s'aligner que sur le 100 m et le 4 × 100 m des prochains Mondiaux de Londres. Il emporte le 19 août 2016 avec Asafa Powell, Yohan Blake et Nick Ashmeade un troisième titre olympique consécutif au relais 4 × 100 m en 37 s 27 devant les relais japonais (en 37 s 60) et canadiens (37 s 64) après disqualification des Américains arrivés troisième pour mauvais passage de témoin. Il réalise ainsi un historique troisième triplé olympique, portant son total à 20 victoires olympiques et mondiales sur 21 épreuves disputées en huit ans. « Allez c'est bon, je suis le plus grand. Je suis comblé. Juste content et fier de moi. C'est devenu réalité, la pression était réelle. Je vois ça comme un accomplissement », dit-il après la victoire en relais. Avec neuf médailles d'or olympiques, Bolt rejoint Carl Lewis et Paavo Nurmi dans l'histoire de l'athlétisme. Il a annoncé qu'il s'agissait de ses derniers Jeux et qu'il envisageait d'arrêter après les mondiaux de 2017.
Après ce nouvel exploit, Usain Bolt est généralement considéré comme le plus grand sprinteur, si ce n'est le plus grand athlète de tous les temps,,,,.

### Dernière saison (2017)
Le 25 janvier 2017, le CIO annonce la disqualification de son coéquipier du relais 4 × 100 m des Jeux olympiques de Pékin, Nesta Carter, pour dopage. En conséquence, toute l'équipe jamaïcaine perd sa médaille d'or et Usain Bolt compte désormais un titre olympique de moins (8).
2017 constitue la dernière saison pour Usain Bolt, qui décide de se concentrer uniquement sur le 100 m et le relais 4 × 100 m pour les Championnats du monde de Londres. Pour le Jamaïcain, cette saison est pour lui celle où il va se consacrer à ses fans, être plus proche d'eux et faire le spectacle. Il entame sa saison par une compétition en Australie : les Nitro Athletics où il s'aligne sur un relais 4 × 100 m mixte qu'il remporte en se situant dans la ligne opposée. Il prouve son état de forme en s'imposant le 11 février sur 150 m en 15 s 28 lors de ces mêmes championnats. Le 10 juin se tient le Racers Grand Prix. Cette compétition à Kingston est pour son public, qui est venu en abondance : Bolt remporte le 100 m en 10 s 03, course qu'il qualifiera comme la « pire de sa carrière ». Vainqueur le 28 juin du Meeting d'Ostrava en 10 s 06 après avoir relâché son effort dans les trente derniers mètres, il dispute le dernier meeting de sa carrière le 21 juillet à Monaco à l'occasion du Meeting Herculis. Il s'impose en 9 s 95 (+ 0,7 m/s), devant Isiah Young et Akani Simbine, établissant à cette occasion le 50e temps sous les 10 s de sa carrière.
Dans les entretiens qu'il donne avant Londres, il confirme qu'il se sent favori du 100 m, bien que 9 s 95 ne représentent que le 7e meilleur temps de l'année : « Samedi [prochain], le 100 m sera le mien : je veux terminer invaincu. J'entends raconter que je ne serais pas le favori : je démontrerai que c'est un pronostic erroné. Oui après je me retirerai. C'est bien de pouvoir s'arrêter quand on est au top. »
Le 5 août 2017, Usain Bolt s'incline pour sa dernière finale du 100 m en grand championnat : à Londres, il finit troisième en 9 s 95, derrière les deux Américains Justin Gatlin (9 s 92) et Christian Coleman (9 s 94).
Pour sa dernière course, le 12 août 2017, Usain Bolt se blesse à la cuisse gauche lors de la finale du relais 4 × 100 m.

## Tentatives de diversification dans sa carrière d'athlète puis de reconversion
Bolt a plusieurs fois évoqué l'idée de se reconvertir dans le football une fois sa carrière en athlétisme achevée,. Il a d'ailleurs donné le coup d'envoi d'un match de Championnat d'Espagne entre le Real Madrid et le Deportivo La Corogne le 29 août 2009 au stade Santiago-Bernabéu. Sa participation aux courses de 400 mètres a été aussi plusieurs fois envisagée afin de réussir un triplé inédit 100 m, 200 m et 400 m lors de grands championnats et d'aller encore plus loin dans la dimension historique de la performance après laquelle Bolt court,. À cet égard, le saut en longueur est parfois cité comme une autre discipline envisageable dans laquelle Bolt pourrait concourir et battre le record du monde. Bolt déclare d'ailleurs en août 2012 : « Mon entraîneur voudrait que je me mette au 400 mètres, moi je veux essayer le saut en longueur. » Le recordman du monde en personne, Mike Powell, l'incite à faire le grand saut car, dit-il, « il peut sauter si loin que ce serait fou. »
En 2013, il dit avoir renoncé à une reconversion dans le 400 mètres ou le saut en longueur mais penser plutôt essayer de remporter d'autres titres en sprint aux Jeux olympiques de 2016 à Rio de Janeiro. Par contre, il souhaite toujours tenter une reconversion dans le football après 2016.
En 2018, il tente une reconversion dans le football. Il fait quelques essais infructueux notamment avec le Borussia Dortmund, puis avec le club norvégien de Strømsgodset IF[réf. souhaitée] et au Central Coast Mariners (Ligue A australienne) : il y signe un doublé, lui laissant espérer une signature d’un contrat pro, mais ce n'est pas suivi d'effet, les deux parties se séparant à l'amiable en novembre 2018 avant le début du championnat.

## Profil

### Personnalité
Usain Bolt possède un tempérament différent des précédents sprinteurs de la fin des années 1990 et du début des années 2000. Ne cherchant pas à intimider ses adversaires, mettant en avant le plaisir qu'il a à courir, il est à l'origine d'un tournant dans le monde du sprint. Par sa grande décontraction et son sourire, il a su s'attirer la sympathie du public. N'hésitant pas à interagir avec les caméras, il s'amuse ainsi de grimaces, de danses et de gestes sympathiques, faisant de lui un personnage divertissant et fantasque. Il a d'ailleurs été suivi par d'autres sprinteurs qui se sont à leur tour amusés avec les caméras, au premier rang desquels figure Asafa Powell. Il a d'une certaine façon détendu le sprint avec une attitude simple et truculente. 
Cela étant, Bolt demeure un compétiteur capable de se concentrer et de répondre présent lors des grands rendez-vous. C'est un athlète fair play qui, malgré son statut de roi du sprint, sait féliciter son adversaire quand il est meilleur que lui (à Stockholm en août 2010, après sa défaite face à Gay). Toutefois, son attitude parfois exubérante agace certains comme le huitième président du CIO Jacques Rogge qui voient dans ces gesticulations un manque de modestie et de respect envers les autres compétiteurs.
Très attaché à son pays, il aime le reggae, le dancehall et le rap et soutient les causes nationales.
Il aime aussi le football, il est un fan inconditionnel de Manchester United et envisage de jouer semi-professionnellement par la suite. 
Usain Bolt a indiqué qu'il souffrait d'une scoliose depuis son plus jeune âge. Il s'exprimera sur ce sujet : « Quand j'étais jeune, ça n'était pas un problème, puis tu grandis, et ça devient pire. Ma colonne vertébrale a réellement une mauvaise courbure. Mais si je garde mon centre de gravité bien en arrière et des muscles solides, ma scoliose ne me gêne pas vraiment. Je n'ai donc pas à m'inquiéter tant que je travaille durement, mais au début de ma carrière, ça m'a quand même beaucoup gêné, car j'étais blessé tous les ans. »
Il est également catholique, porte la médaille miraculeuse et témoigne de sa foi au départ de chaque course. Le Vatican l'a d'ailleurs invité en 2012 à faire une conférence sur la liberté religieuse à la suite de ses trois médailles d'or aux Jeux olympiques de Londres de 2012.

### Sponsors et revenus
Noué depuis 2003, alors que Bolt n'avait que 16 ans, le partenariat entre Puma et Bolt se poursuivra jusqu'en 2013. Puma a créé une série de fausses mains mettant en évidence son geste de tir à l'arc fait après chaque course gagnée. En juin 2010, Usain Bolt lance en association avec son équipementier Puma sa première collection de vêtements et de chaussures de sport. Le logo de sa marque concentre plusieurs symboles que Bolt apprécie : les têtes de lion, figures mythiques de la culture jamaïcaine, l'éclair en référence à son surnom ainsi que la formule « To Di World », qui renvoie à la pose de Bolt. En août 2010, Puma et Bolt se mettent d'accord pour prolonger son contrat pour trois ans pour un montant compris entre 8 et 24 millions de dollars,. Cela constitue le plus gros contrat de sponsoring de toute l'histoire pour un athlète. Il est également l'ambassadeur d'Hublot, la marque d'horlogerie genevoise qui organise des opérations caritatives auxquelles participe Bolt. Le coureur signe fin 2016 un partenariat avec le champagne Mumm.
En 2010, Bolt signe un accord d'édition lucratif avec HarperCollins pour une autobiographie. Le contrat est négocié par Chris Nathaniel de NVA Management. La parution est prévue pour 2012. Au cours d'une conférence de presse à Paris le 15 juillet 2010, Bolt divulgue quelques informations sur le contenu du livre : « You can't really give away anything in your book ... should be exciting, it's my life, and I'm a cool and exciting guy » (« Vous ne pouvez véritablement rien dissimuler dans votre livre ... cela devrait vous plaire, c'est l'histoire de ma vie, et je suis un type cool et passionnant »).
Au niveau des sommes demandées aux organisateurs, en août 2010, il en coûtait au minimum 250 000 dollars pour sa participation à un meeting. Autre exemple, la participation de Bolt au 200 m du Meeting de Paris 2011 au Stade de France de Saint-Denis s'est monnayée 300 000 dollars et le même Bolt a refusé 200 000 € pour participer au meeting de Zurich, chose exceptionnelle en athlétisme.

## Palmarès

### Palmarès international
| Date | Compétition                              | Lieu             | Résultat | Discipline | Temps         | Records |
| ---- | ---------------------------------------- | ---------------- | -------- | ---------- | ------------- | ------- |
| 2002 | Championnats d'Amérique centrale juniors | Bridgetown       | 1er      | 200 m      | 20 s 61       |         |
| 2002 | Championnats d'Amérique centrale juniors | Bridgetown       | 1er      | 400 m      | 47 s 12       |         |
| 2002 | Championnats du monde juniors            | Kingston         | 1er      | 200 m      | 20 s 61       |         |
| 2002 | Championnats du monde juniors            | Kingston         | 2e       | 4 × 100 m  | 39 s 15       |         |
| 2002 | Championnats du monde juniors            | Kingston         | 2e       | 4 × 400 m  | 3 min 04 s 06 |         |
| 2003 | Championnats du monde jeunesse           | Sherbrooke       | 1er      | 200 m      | 20 s 40       |         |
| 2003 | Championnats panaméricains juniors       | Bridgetown       | 1er      | 200 m      | 20 s 13       |         |
| 2005 | Champ. d'Am. centrale et des Caraïbes    | Nassau           | 1er      | 200 m      | 20 s 03       |         |
| 2005 | Championnats du monde                    | Helsinki         | 8e       | 200 m      | 26 s 27       |         |
| 2006 | Finale mondiale                          | Stuttgart        | 3e       | 200 m      | 20 s 10       |         |
| 2006 | Coupe du monde des nations               | Athènes          | 2e       | 200 m      | 19 s 96       |         |
| 2007 | Championnats du monde                    | Osaka            | 2e       | 200 m      | 19 s 91       |         |
| 2007 | Championnats du monde                    | Osaka            | 2e       | 4 × 100 m  | 37 s 89       |         |
| 2008 | Jeux olympiques                          | Pékin            | 1er      | 100 m      | 9 s 69        | RM OR   |
| 2008 | Jeux olympiques                          | Pékin            | 1er      | 200 m      | 19 s 30       | RM OR   |
| 2008 | Jeux olympiques                          | Pékin            | —        | 4 × 100 m  | DQ            |         |
| 2009 | Championnats du monde                    | Berlin           | 1er      | 100 m      | 9 s 58        | RM RC   |
| 2009 | Championnats du monde                    | Berlin           | 1er      | 200 m      | 19 s 19       | RM RC   |
| 2009 | Championnats du monde                    | Berlin           | 1er      | 4 × 100 m  | 37 s 31       | RC      |
| 2009 | Finale mondiale                          | Thessalonique    | 1er      | 200 m      | 19 s 68       | RC      |
| 2010 | Ligue de diamant                         | Ligue de diamant | 6e       | 100 m      | détails       |         |
| 2011 | Championnats du monde                    | Daegu            | —        | 100 m      | DQ            |         |
| 2011 | Championnats du monde                    | Daegu            | 1er      | 200 m      | 19 s 40       |         |
| 2011 | Championnats du monde                    | Daegu            | 1er      | 4 × 100 m  | 37 s 04       | RM RC   |
| 2012 | Jeux olympiques                          | Londres          | 1er      | 100 m      | 9 s 63        | OR      |
| 2012 | Jeux olympiques                          | Londres          | 1er      | 200 m      | 19 s 32       |         |
| 2012 | Jeux olympiques                          | Londres          | 1er      | 4 × 100 m  | 36 s 84       | RM OR   |
| 2012 | Ligue de diamant                         | Ligue de diamant | 1er      | 100 m      | détails       |         |
| 2012 | Ligue de diamant                         | Ligue de diamant | 2e       | 200 m      | détails       |         |
| 2013 | Championnats du monde                    | Moscou           | 1er      | 100 m      | 9 s 77        |         |
| 2013 | Championnats du monde                    | Moscou           | 1er      | 200 m      | 19 s 66       |         |
| 2013 | Championnats du monde                    | Moscou           | 1er      | 4 × 100 m  | 37 s 36       |         |
| 2013 | Ligue de diamant                         | Ligue de diamant | 2e       | 100 m      | détails       |         |
| 2014 | Jeux du Commonwealth                     | Glasgow          | 1er      | 4 × 100 m  | 37 s 58       | RC      |
| 2015 | Relais mondiaux de l'IAAF                | Nassau           | 2e       | 4 × 100 m  | 37 s 68       |         |
| 2015 | Championnats du monde                    | Pékin            | 1er      | 100 m      | 9 s 79        |         |
| 2015 | Championnats du monde                    | Pékin            | 1er      | 200 m      | 19 s 55       |         |
| 2015 | Championnats du monde                    | Pékin            | 1er      | 4 × 100 m  | 37 s 36       |         |
| 2016 | Jeux olympiques                          | Rio de Janeiro   | 1er      | 100 m      | 9 s 81        |         |
| 2016 | Jeux olympiques                          | Rio de Janeiro   | 1er      | 200 m      | 19 s 78       |         |
| 2016 | Jeux olympiques                          | Rio de Janeiro   | 1er      | 4 × 100 m  | 37 s 27       |         |
| 2017 | Championnats du monde                    | Londres          | 3e       | 100 m      | 9 s 95        |         |
| 2017 | Championnats du monde                    | Londres          | —        | 4 × 100 m  | DNF           |         |

Autres titres juniors
- Jeux de la CARIFTA : vainqueur du 200 m et du 400 m en 2002 et 2003, du 200 m en 2004 (19 s 93, record du monde junior).

### Résultats enLigue de Diamant[164]
| Date             | Meeting                 | Ville       | Epreuve | Résultat | Temps   |
| ---------------- | ----------------------- | ----------- | ------- | -------- | ------- |
| 23 mai 2010      | Diamond League Shanghai | Shanghai    | 200m    | 1er      | 19 s 76 |
| 16 juillet 2010  | Meeting Areva           | Saint-Denis | 100m    | 1er      | 9 s 84  |
| 6 août 2010      | Bauhaus-Galan           | Stockholm   | 100m    | 2e       | 9 s 97  |
| 26 mai 2011      | Golden Gala             | Rome        | 100m    | 1er      | 9 s 91  |
| 9 juin 2011      | Bislett Games           | Oslo        | 200m    | 1er      | 19 s 86 |
| 8 juillet 2011   | Meeting Areva           | Saint-Denis | 200m    | 1er      | 20 s 03 |
| 22 juillet 2011  | Meeting Herculis        | Monaco      | 100m    | 1er      | 9 s 88  |
| 29 juillet 2011  | Bauhaus-Galan           | Stockholm   | 200m    | 1er      | 20 s 03 |
| 31 mai 2012      | Golden Gala             | Rome        | 200m    | 1er      | 9 s 76  |
| 7 juin 2012      | Bislett Games           | Oslo        | 100m    | 1er      | 9 s 79  |
| 23 août 2012     | Athletissima            | Lausanne    | 200m    | 1er      | 19 s 58 |
| 30 août 2012     | Weltklasse              | Zurich      | 200m    | 1er      | 19 s 66 |
| 7 septembre 2012 | Mémorial Van Damme      | Bruxelles   | 100m    | 1er      | 9 s 86  |
| 6 juin 2013      | Golden Gala             | Rome        | 100m    | 2e       | 9 s 95  |
| 13 juin 2013     | Bislett Games           | Oslo        | 200m    | 1er      | 19 s 79 |
| 6 juillet 2013   | Meeting Areva           | Saint-Denis | 200m    | 1er      | 19 s 73 |
| 29 août 2013     | Weltklasse              | Zurich      | 100m    | 1er      | 9 s 90  |
| 21 juillet 2017  | Meeting Herculis        | Monaco      | 100m    | 1er      | 9 s 95  |

### Récompenses
- Trophée World Athletics de l'athlète de l'année en 2008, 2009, 2011, 2012, 2013 et 2016[165].
- Trophée Track and Field de l'athlète de l'année en 2008 et 2009
- Laureus World Sports Awards en 2009, 2010, 2013 et 2017
- Champion des champions de L'Équipe en 2008, 2009[166]; 2012, 2015 et 2016[167].

## Performances et biomécanique

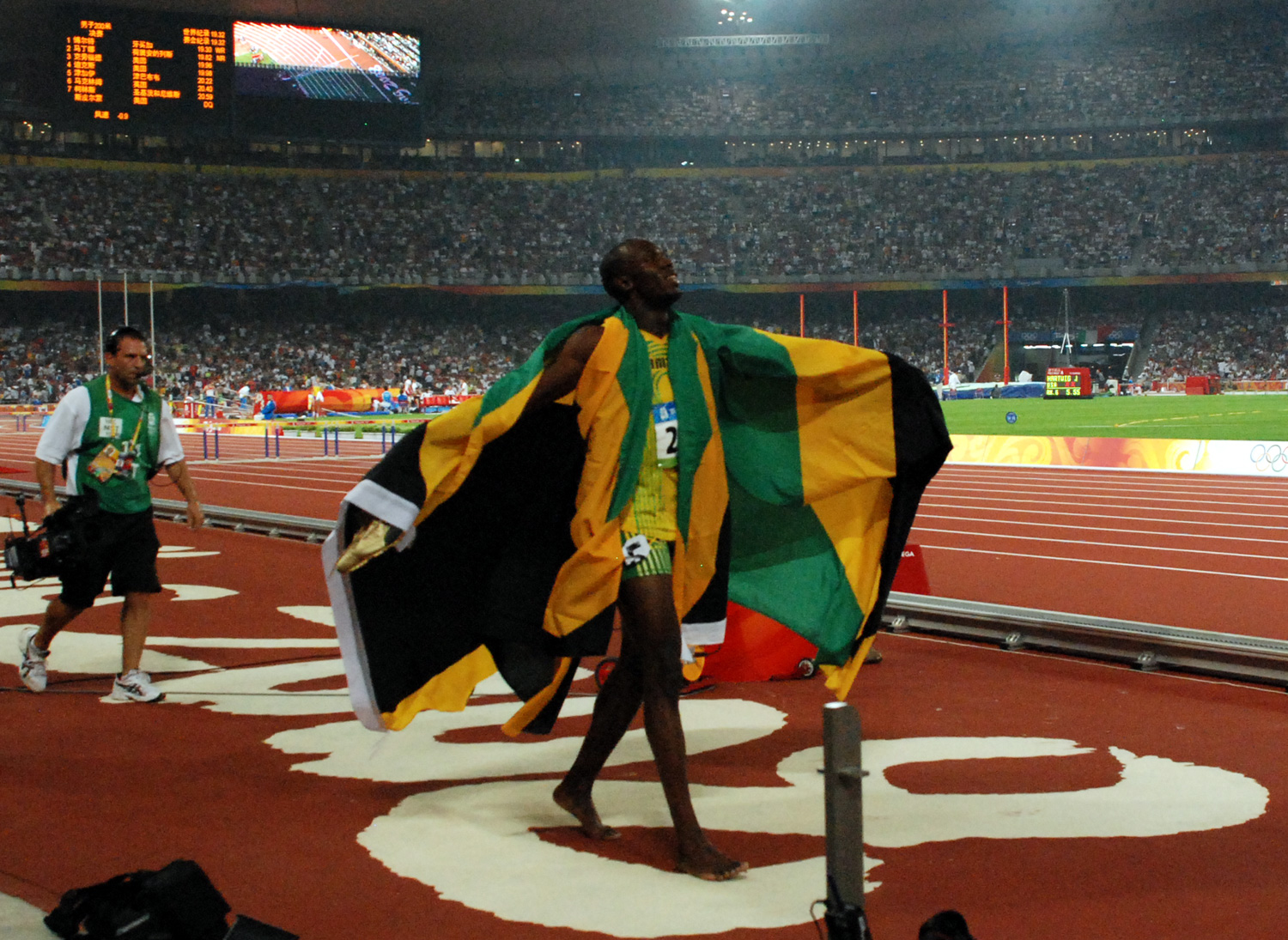
Usain Bolt célébrant sa victoire sur 200 m le 20 août 2008 à Pékin.

Les performances inédites de Bolt, sur 100 mètres notamment, et les améliorations qu'il a apportées au record du monde de la discipline ont soulevé de nombreuses interrogations. Début 2008, des scientifiques se sont penchés sur les limites physiques et physiologiques humaines à la course et ont tenté d'estimer le seuil sous lequel un être humain ne pourrait jamais descendre au 100 mètres. L'Institut de recherche biomédicale et d'épidémiologie du sport de Paris tablait sur 9 s 72.
Usain Bolt déclare en septembre 2010 dans le Daily Telegraph australien qu'il compte améliorer son propre record du monde du 100 m pour le porter de 9 s 58 à 9 s 40. Il estime que « cette marque ne pourra plus être battue » et s'attend ainsi à entrer dans la légende. Selon une étude néerlandaise publiée par l'université de Tilbourg en juillet 2012, la possibilité pour Bolt de courir le 100 m en 9 s 40 est « réalisable ». Toujours selon cette étude, le record du monde possible de manière ultime en ce moment est de 9 s 36. Le chercheur Sander Smeets a obtenu ce résultat en analysant à l'aide de modèles mathématiques et statistiques les temps de référence sur 100 m des 1 034 meilleurs athlètes mondiaux depuis 1991. Il a actualisé une étude qu'il avait déjà conduite en 2008 et qui concluait que le « record mondial ultime » se situait à 9 s 51.
Selon les calculs du professeur John Barrow de l'université de Cambridge,,, trois conditions auraient été nécessaires à Bolt pour espérer atteindre les 9,44 secondes : non seulement le sprinteur jamaïcain aurait dû démarrer plus promptement au pistolet de starter — son temps de réaction était améliorable ; mais il lui aurait fallu aussi courir à plus de 1 000 m d'altitude dans une ville comme Mexico, où l'air moins dense aurait pu diminuer sa résistance au vent et donc accroître sa vitesse ; enfin, il lui aurait fallu bénéficier d'un vent plus favorable (+2 m/s au lieu de +0,9 m/s aux JO de Pékin).
Bolt réalise 9 s 69 en août aux Jeux olympiques de Pékin. Cependant, il n'était pas le premier homme à courir en 9 s 69. En effet, le 13 avril 1996 à El Paso au Texas, Obadele Thompson courut à l'époque le 100 m le plus rapide de l'histoire. Son temps enregistré était de 9 s 69. Néanmoins, ce temps a été réalisé avec un vent favorable de +5,0 m/s ou +5,7 m/s — les sources divergent sur ce point — ce qui empêchera son homologation,. Ce temps fut battu 12 ans plus tard par Tyson Gay qui courut en 9 s 68 avec un vent de +4,1 m/s lors des sélections américaines 2008. Encore une fois, le vent était trop important pour homologuer ce temps. Fin 2008, les chiffres étaient revus à la baisse, une étude de l'Université Stanford en Californie fixait le seuil humain à 9 s 49 tandis qu’une étude du CNRS proposait 9 s 50.
On reconnaît à Bolt différentes qualités pour expliquer ses performances chronométriques. La principale remet en cause les lois biomécaniques jusqu'alors en vigueur qui voulaient que les sprinteurs devaient être trapus pour avoir le meilleur rapport entre une bonne explosivité au départ et une bonne vélocité en milieu et fin de course. C'est en effet la première fois qu'un sprinteur de son gabarit, 1,95 m pour 94 kg, allie des qualités comparables à celles de sprinters habituellement moins grands et plus musculeux. Sa grande taille lui permet des foulées moyennes de 2,50 m, allant jusqu'à 2,70 m pour les plus grandes. Ainsi parcourt-il les 100 mètres de piste en seulement 40 ou 41 pas, contre 45 en moyenne sur cette distance.

## Statistiques

### Records personnels
| Épreuve               | Performance  | Vent      | Date            | Lieu       | Compétition                        | Record                         |
| --------------------- | ------------ | --------- | --------------- | ---------- | ---------------------------------- | ------------------------------ |
| 100 m                 | 9 s 58       | 0,9 m/s   | 16 août 2009    | Berlin     | Championnats du monde              | Record du monde                |
| 100 m en salle        | 9 s 98       |           | 23 août 2014    | Varsovie   | Mémorial Kamila Skolimowska        | Meilleure performance mondiale |
| 150 m                 | 15 s 28      |           | 11 février 2017 | Melbourne  | Nitro Athletics series             |                                |
| 150 m en ligne droite | 14 s 35      | + 1,1 m/s | 17 mai 2009     | Manchester | Great City Games                   | Meilleure performance mondiale |
| 200 m                 | 19 s 19      | −0,3 m/s  | 20 août 2009    | Berlin     | Championnats du monde              | Record du monde                |
| 300 m                 | 30 s 97      |           | 27 mai 2010     | Ostrava    | Golden Spike                       |                                |
| 400 m                 | 45 s 28      | -         | 5 mai 2007      | Kingston   | Jamaica International Invitational |                                |
| Relais 4 × 100 m      | 36 s 84      | -         | 11 août 2012    | Londres    | Jeux olympiques                    | Record du monde                |
| Relais 4 × 400 m      | 3 min 5 s 77 | -         | 27 février 2010 | Kingston   |                                    |                                |

### Records du monde
| Record du monde  | Temps   | Compétition           | Lieu     | Date             |
| ---------------- | ------- | --------------------- | -------- | ---------------- |
| 100 m            | 9 s 72  | Adidas Grand Prix     | New York | 31 mai 2008      |
| 100 m            | 9 s 69  | Jeux olympiques       | Pékin    | 16 août 2008     |
| 100 m            | 9 s 58  | Championnats du monde | Berlin   | 16 août 2009     |
| 200 m            | 19 s 30 | Jeux olympiques       | Pékin    | 20 août 2008     |
| 200 m            | 19 s 19 | Championnats du monde | Berlin   | 20 août 2009     |
| Relais 4 × 100 m | 37 s 04 | Championnats du monde | Daegu    | 4 septembre 2011 |
| Relais 4 × 100 m | 36 s 84 | Jeux olympiques       | Londres  | 11 août 2012     |

### Meilleures performances par année
| Année | Temps       | Vent | Date              | Lieu           | Rang |
| ----- | ----------- | ---- | ----------------- | -------------- | ---- |
| 2001  | —           | —    | —                 | —              | —    |
| 2002  | —           | —    | —                 | —              | —    |
| 2003  | —           | —    | —                 | —              | —    |
| 2004  | —           | —    | —                 | —              | —    |
| 2005  | —           | —    | —                 | —              | —    |
| 2006  | —           | —    | —                 | —              | —    |
| 2007  | 10 s 03     | 0,7  | 18 juillet 2007   | Réthymnon      | 12   |
| 2008  | 9 s 69      | 0,0  | 16 août 2008      | Pékin          | 1    |
| 2009  | 9 s 58 (RM) | 0,9  | 16 août 2009      | Berlin         | 1    |
| 2010  | 9 s 82      | 0,5  | 8 juillet 2010    | Lausanne       | 3    |
| 2011  | 9 s 76      | 1,3  | 16 septembre 2011 | Bruxelles      | 1    |
| 2012  | 9 s 63      | 1,5  | 5 août 2012       | Londres        | 1    |
| 2013  | 9 s 77      | -0,3 | 11 août 2013      | Moscou         | 2    |
| 2014  | 9 s 98      | -0,6 | 23 août 2014      | Varsovie       | 15   |
| 2015  | 9 s 79      | -0,5 | 23 août 2015      | Pékin          | 2    |
| 2016  | 9 s 81      | +0,2 | 14 août 2016      | Rio de Janeiro | 2    |
| 2017  | 9 s 95      | +0,7 | 21 juillet 2017   | Monaco         | 9    |

| Année | Temps        | Vent      | Date                      | Lieu           | Rang |
| ----- | ------------ | --------- | ------------------------- | -------------- | ---- |
| 2001  | 21 s 73      | 0,6       | 14 juillet 2001           | Debrecen       | -    |
| 2002  | 20 s 58      | 1,4       | 18 juillet 2002           | Kingston       | 60   |
| 2003  | 20 s 13      | 0,0       | 20 juillet 2003           | Bridgetown     | 9    |
| 2004  | 19 s 93      | 1,4       | 11 avril 2004             | Devonshire     | 2    |
| 2005  | 19 s 99      | 1,8       | 22 juillet 2005           | Londres        | 3    |
| 2006  | 19 s 88      | 0,4       | 11 juillet 2006           | Lausanne       | 4    |
| 2007  | 19 s 75      | 0,2       | 24 juin 2007              | Kingston       | 3    |
| 2008  | 19 s 30      | -0,9      | 20 août 2008              | Pékin          | 1    |
| 2009  | 19 s 19 (RM) | -0,3      | 20 août 2009              | Berlin         | 1    |
| 2010  | 19 s 56      | -0,8      | 1er mai 2010              | Kingston       | 1    |
| 2011  | 19 s 40      | 0,8       | 3 septembre 2011          | Daegu          | 2    |
| 2012  | 19 s 32      | 0,4       | 9 août 2012               | Londres        | 1    |
| 2013  | 19 s 66      | 0         | 17 août 2013              | Moscou         | 1    |
| 2014  | 0            | 0         | 0                         | 0              |      |
| 2015  | 19 s 55      | -0,1      | 27 août 2015              | Pékin          | 1    |
| 2016  | 19 s 78      | -0,3 -0,5 | 17 août 2016 18 août 2016 | Rio de Janeiro | 3    |

### Progression

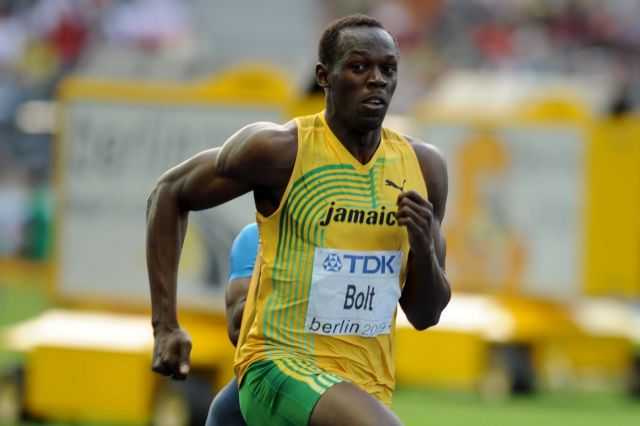
16 août 2009, stade olympique de Berlin, Usain Bolt entre dans l'histoire de l'athlétisme en établissant un nouveau record du monde sur 100 m en 9 s 58 lors des championnats du monde.

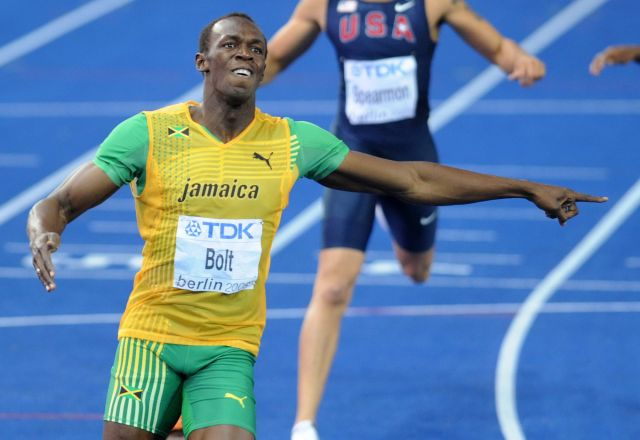
Le 20 août 2009, « Lightning Bolt » établit un nouveau record du monde sur 200 m en 19 s 19, aux championnats du monde de Berlin.

| Âge | Perf.   | Vent | Lieu         | Date            | Compétition                              |
| --- | ------- | ---- | ------------ | --------------- | ---------------------------------------- |
| 20  | 10 s 03 | 0,7  | Réthymnon    | 19 juillet 2007 |                                          |
| 21  | 10 s 03 | 1,8  | Spanish Town | 8 mars 2008     |                                          |
| 21  | 9 s 76  | 1,8  | Kingston     | 3 mai 2008      | Jamaica International Invitational       |
| 21  | 9 s 72  | 1,7  | New York     | 31 mai 2008     | Reebok Grand Prix (RM)                   |
| 21  | 9 s 69  | 0,0  | Pékin        | 16 août 2008    | Jeux Olympiques 2008 - finale (RM)       |
| 22  | 9 s 58  | 0,9  | Berlin       | 16 août 2009    | Championnats du monde 2009 - finale (RM) |

| Âge | Perf.   | Vent | Lieu        | Date            | Compétition                                                            |
| --- | ------- | ---- | ----------- | --------------- | ---------------------------------------------------------------------- |
| 14  | 22 s 04 | 1,0  | Kingston    | 7 avril 2001    |                                                                        |
| 14  | 21 s 96 | -1,4 | Bridgetown  | 16 avril 2001   | Carifta Games 2001 - séries                                            |
| 14  | 21 s 81 | -1,7 | Bridgetown  | 16 avril 2001   | Carifta Games 2001 - finale                                            |
| 14  | 21 s 73 | 0,6  | Debrecen    | 14 juillet 2001 | Championnats du monde jeunesse 2001 - demi-finale                      |
| 15  | 21 s 25 | 0,1  | Nassau      | 31 mars 2002    | Carifta Games 2002 - séries                                            |
| 15  | 21 s 12 | -0,5 | Nassau      | 1er avril 2002  | Carifta Games 2002 - finale                                            |
| 15  | 20 s 61 | -0,4 | Bridgetown  | 7 juillet 2002  | Championnats juniors d'Amérique centrale et des Caraïbes 2002 - finale |
| 15  | 20 s 58 | 1,4  | Kingston    | 18 juillet 2002 | Championnats du monde junior - séries                                  |
| 16  | 20 s 3  | -    | Montego Bay | 18 février 2003 |                                                                        |
| 16  | 20 s 25 | 1,9  | Kingston    | 5 avril 2003    | finale                                                                 |
| 16  | 20 s 13 | 0,0  | Bridgetown  | 20 juillet 2003 | Championnats panaméricains juniors - finale                            |
| 17  | 19 s 93 | 1,4  | Devonshire  | 11 avril 2004   | Carifta Games 2004 - finale (RMJ)                                      |
| 19  | 19 s 88 | 0,4  | Lausanne    | 11 juillet 2006 | Athletissima                                                           |
| 20  | 19 s 75 | 0,2  | Kingston    | 24 juin 2007    | Championnats nationaux - finale                                        |
| 21  | 19 s 67 | -0,5 | Athènes     | 13 juillet 2008 | Meeting d'Athènes                                                      |
| 21  | 19 s 30 | -0,9 | Pékin       | 20 août 2008    | Jeux Olympiques 2008 - finale (RM)                                     |
| 22  | 19 s 19 | -0,3 | Berlin      | 20 août 2009    | Championnats du monde 2009 - finale (RM)                               |

| Âge | Perf.   | Lieu       | Date           | Compétition                                                            |
| --- | ------- | ---------- | -------------- | ---------------------------------------------------------------------- |
| 14  | 48 s 28 | Bridgetown | 14 avril 2001  |                                                                        |
| 15  | 47 s 33 | Nassau     | 30 mars 2002   | Carifta Games 2002 - finale                                            |
| 15  | 47 s 12 | Bridgetown | 5 juillet 2002 | Championnats juniors d'Amérique centrale et des Caraïbes 2002 - finale |
| 16  | 45 s 35 | Kingston   | 5 avril 2003   |                                                                        |
| 20  | 45 s 28 | Kingston   | 5 mai 2007     | Jamaica International                                                  |

### Performances sous les 10 secondes
Usain Bolt a franchi 52 fois la barrière des dix secondes sur 100 m dans des conditions de vent régulières. 
| #  | Temps  | Lieu           | Date              |
| -- | ------ | -------------- | ----------------- |
| 1  | 9 s 58 | Berlin         | 16 août 2009      |
| 2  | 9 s 63 | Londres        | 5 août 2012       |
| 3  | 9 s 69 | Pékin          | 16 août 2008      |
| 4  | 9 s 72 | New York       | 31 mai 2008       |
| 5  | 9 s 76 | Kingston       | 3 mai 2008        |
| 6  | 9 s 76 | Bruxelles      | 16 septembre 2011 |
| 7  | 9 s 76 | Rome           | 31 mai 2012       |
| 8  | 9 s 77 | Bruxelles      | 5 septembre 2008  |
| 9  | 9 s 77 | Moscou         | 11 août 2013      |
| 10 | 9 s 79 | Paris          | 17 juillet 2009   |
| 11 | 9 s 79 | Oslo           | 7 juin 2012       |
| 12 | 9 s 79 | Pékin          | 23 août 2015      |
| 13 | 9 s 80 | Bruxelles      | 6 septembre 2013  |
| 14 | 9 s 81 | Zurich         | 28 août 2009      |
| 15 | 9 s 81 | Rio de Janeiro | 14 août 2016      |
| 16 | 9 s 82 | Lausanne       | 8 juillet 2010    |
| 17 | 9 s 82 | Kingston       | 5 mai 2012        |
| 18 | 9 s 83 | Zurich         | 29 août 2008      |
| 19 | 9 s 84 | Paris          | 16 juillet 2010   |
| 20 | 9 s 85 | Kingston       | 28 juin 2008      |
| 21 | 9 s 85 | Pékin          | 16 août 2008      |
| 22 | 9 s 85 | Zagreb         | 13 septembre 2011 |
| 23 | 9 s 85 | Londres        | 26 juillet 2013   |
| 24 | 9 s 86 | Kingston       | 27 juin 2009      |
| 25 | 9 s 86 | Daegu          | 19 mai 2010       |
| 26 | 9 s 86 | Kingston       | 29 juin 2012      |
| 27 | 9 s 86 | Bruxelles      | 7 septembre 2012  |
| 28 | 9 s 86 | Rio de Janeiro | 14 août 2016      |
| 29 | 9 s 87 | Londres        | 5 août 2012       |
| 30 | 9 s 87 | Londres        | 24 juin 2015      |
| 31 | 9 s 87 | Londres        | 24 juin 2015      |
| 32 | 9 s 88 | Monaco         | 22 juillet 2011   |
| 33 | 9 s 88 | Kingston       | 11 juin 2016      |
| 34 | 9 s 89 | Stockholm      | 22 juillet 2008   |
| 35 | 9 s 89 | Berlin         | 16 août 2009      |
| 36 | 9 s 90 | Zurich         | 29 août 2013      |
| 37 | 9 s 91 | Londres        | 24 juillet 2009   |
| 38 | 9 s 91 | Rome           | 26 mai 2011       |
| 39 | 9 s 91 | Ostrava        | 31 mai 2011       |
| 40 | 9 s 91 | Manchester     | 17 mai 2009       |
| 41 | 9 s 92 | Port-d'Espagne | 17 mai 2008       |
| 42 | 9 s 92 | Pékin          | 15 août 2008      |
| 43 | 9 s 92 | Moscou         | 11 août 2013      |
| 44 | 9 s 95 | Rome           | 6 juin 2013       |
| 45 | 9 s 95 | Monaco         | 21 juillet 2017   |
| 46 | 9 s 95 | Londres        | 5 août 2017       |
| 47 | 9 s 96 | Pékin          | 22 août 2015      |
| 48 | 9 s 96 | Pékin          | 23 août 2015      |
| 49 | 9 s 97 | Stockholm      | 6 août 2010       |
| 50 | 9 s 98 | Varsovie       | 23 août 2014      |
| 51 | 9 s 98 | Ostrava        | 20 mai 2016       |
| 52 | 9 s 98 | Londres        | 5 août 2017       |

## Vie privée
Il a un demi-frère, Sadiki, et une demi-sœur, Christine. Il est fiancé à Kasi Bennett. Ensemble ils deviennent parents d'une fille, prénommée Olympia Lightning, née le 17 mai 2020. Ils auront également des jumeaux en juin 2021 : Saint Léo et Thunder.[réf. nécessaire]